# 康布 (洛特省)
康布（法語：Cambes，法語發音：[kɑ̃b]）是法国洛特省的一个市镇，属于菲雅克区。

## 地理
康布（44°36'54"N, 1°56'28"E）面积6.57 平方千米，位于法国奧克西塔尼大區洛特省，该省份为法国西南部内陆省份，北起顺时针与科雷兹省、康塔爾省、阿韦龙省、塔恩-加龙省、洛特-加龍省和多尔多涅省接壤。
与康布接壤的市镇（或旧市镇、城区）包括：布萨克、康布利、科恩、丰镇、利萨克和穆雷、雷尔维涅。

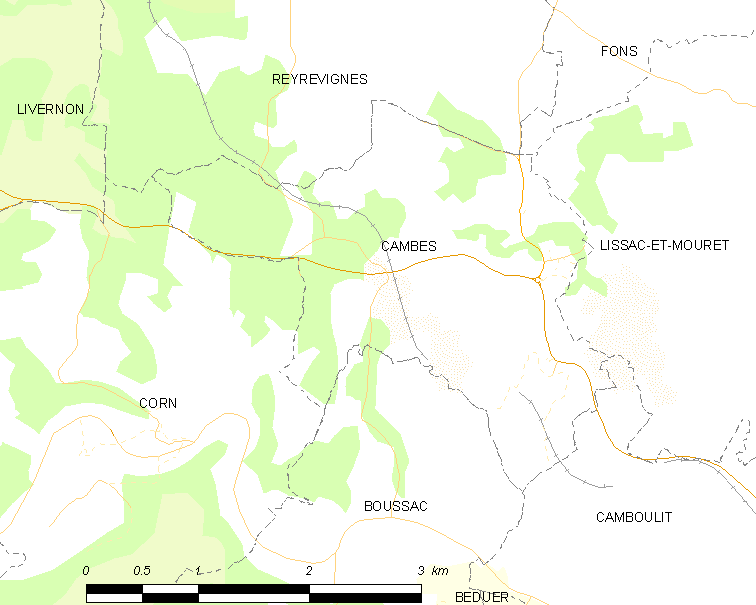
的OSM定位图

康布的时区为UTC+01:00、UTC+02:00（夏令时）。

## 行政
康布的邮政编码为46100，INSEE市镇编码为46051。

## 政治
康布所属的省级选区为菲雅克第一县。

## 人口

1962-2008年间人口变化图示

康布于2022年1月1日时的人口数量为347人。